# Alfakalcydol
Alfakalcydol, alfacalcidol – prekursor czynnego metabolitu witaminy D3 – kalcytriolu. Jest stosowany jako lek, w celu uzupełniania niedoborów kalcytriolu, szczególnie w przypadku niewydolności nerek. Skutkiem zastosowania alfakalcydolu jest wzrost wchłaniania wapnia z przewodu pokarmowego, zwiększenie stężenia wapnia we krwi i wydalania z moczem. Wpływ leczniczy dotyczy przede wszystkim poprawy struktury i funkcji układu kostnego.

## Metabolizm
Alfakalcydol zawiera grupę hydroksylową (-OH) w pozycji α przy atomie węgla C1. Nie wymaga z tego względu hydroksylacji w tej pozycji, która przebiega w nerkach, a po zachodzącej w wątrobie hydroksylacji przy węglu C25 powstaje 1,25-dihydroksycholekalcyferol, czyli kalcytriol. Około 50% podanej dawki leku ulega przemianie do postaci aktywnej.

## Farmakokinetyka
Po podaniu doustnym lek wchłania się całkowicie, metabolizm zachodzi w ciągu 12 godzin. Biologiczny okres półtrwania wynosi 3–5 godzin, a okres połowicznej eliminacji około 36 godzin. Alfakalcydol wydalany jest z moczem i kałem w postaci nieczynnych metabolitów.

## Wskazania
- krzywica i osteomalacja (przy niewrażliwości na witaminę D)
- osteoporoza pomenopauzalna i starcza
- zaburzenia gospodarki wapniowej (szczególnie u osób z przewlekłymi chorobami nerek)
- osteodystrofia nerkowa
- niedoczynność przytarczyc
- hipokalcemia (szczególnie u osób z przewlekłymi chorobami nerek)
- zespoły nerczycowe u dzieci po przewlekłym leczeniu glikokortykosteroidami

## Przeciwwskazania
- nadwrażliwość na lek
- krzywica dająca się leczyć witaminą D
- nadczynność przytarczyc
- kamica nerkowa wapniowa
- równoczesne przyjmowanie glikozydów naparstnicy
- ciężkie uszkodzenie wątroby
- zwiększone stężenie wapnia, fosforu i magnezu w surowicy krwi
- osteomalacja w wyniku zatrucia glinem
- przedawkowanie i zatrucie witaminą D

## Działania niepożądane
- zwiększenie ilości wapnia w surowicy krwi
- wzrost stężenia nieorganicznych fosforanów we krwi
- działanie alergizujące

## Preparaty
Dostępny w formie kapsułek pod nazwami Alfadiol i Alfakalcydol.

## Dawkowanie
Dawkę oraz częstotliwość podawania leku ustala lekarz, zwykle dorośli 0,5–1 μg na dobę. Wielkość dawki zależy od wyników badań gospodarki wapniowo-fosforanowej i czynności nerek.